# Grammostola pulchripes
La tarántula de las rodillas doradas (Grammostola pulchripes, anteriormente conocida como Grammostola aureostriata) es una especie de araña migalomorfa de la familia Theraphosidae; es una de las tarántulas más grandes ya que alcanza los 20-22 cm. Tiende a ser una de las especies más dóciles, lo que le convierte en una atractiva mascota. Es también bastante ostentosa en apariencia, posee largos pelos de colores claros por todo su cuerpo y rayas doradas en sus patas, particularmente en las rodillas.

## Distribución
Se distribuye por Paraguay y Argentina.

## Etimología
El nombre de la especie deriva del latín pulchra "bella" y pes "pies".